# Karl Ludwig Hestermann
Karl Ludwig Hestermann (* 29. April 1804 in Hanau; † 12. April 1876 in Mainz) war ein deutscher Kaufmann und Politiker.
Bereits in früher Jugend starb sein Vater. Hestermann machte nach dem Schulbesuch eine kaufmännische Lehre und arbeitete ab 1822 in einem Handelsunternehmen in Mailand. 1828 zog er nach Mainz und wurde dort gemeinsam mit Dupré Weinhändler (Firma Dupre, u. Companie, Hintere Bleiche 65). Danach war er Disponent der Firma Henkell & Co.
1833 heiratete er Sophie Braun. Die Ehe blieb kinderlos und die Ehefrau starb 1851.
Von Februar 1848 bis 1858 war er Gemeinderat in Mainz. 1843 bis 1853 war er Handelsrichter. Im Rahmen der Märzrevolution war er einer der führenden Liberalen im Mainz. Er gehörte dem Vorparlament an. Ab dem 28. Juli 1833 war Hestermann Freimaurer.